# Fraktur
La palabra alemana Fraktur ([fʁaktʊɐ]ⓘ) se refiere a un subgrupo de escritura gótica. El término deriva la palabra latina fractus (roto), participio pasado de frangere (romper). A diferencia de los tipos de letra Antiqua, realizados a partir de mayúsculas romanas y minúsculas carolingias, las líneas góticas están quebradas.
La primera vez que se utilizó fue en unas leyendas en unos grabados de Durero en 1522, diseñado por Johann Neudörffer.
Fue la tipografía usada en Alemania para la mayor parte de sus libros editados entre los siglos XVI y XIX. Durante los siglos XIX y XX hubo en Alemania una polémica sobre si los textos alemanes debían escribirse en antiqua o en la mejor desarrollada fraktur. En 1911 el parlamento alemán rechazó un cambio oficial por solo tres votos: 85 a 82. Hitler invocó un cambio en 1934, pero no se aplicó hasta 1941, cuando un decreto prohibió el uso de letra gótica en favor de la tipografía antiqua.
En ocasiones todos los tipos de letra góticos reciben el nombre de fraktur.

## Características

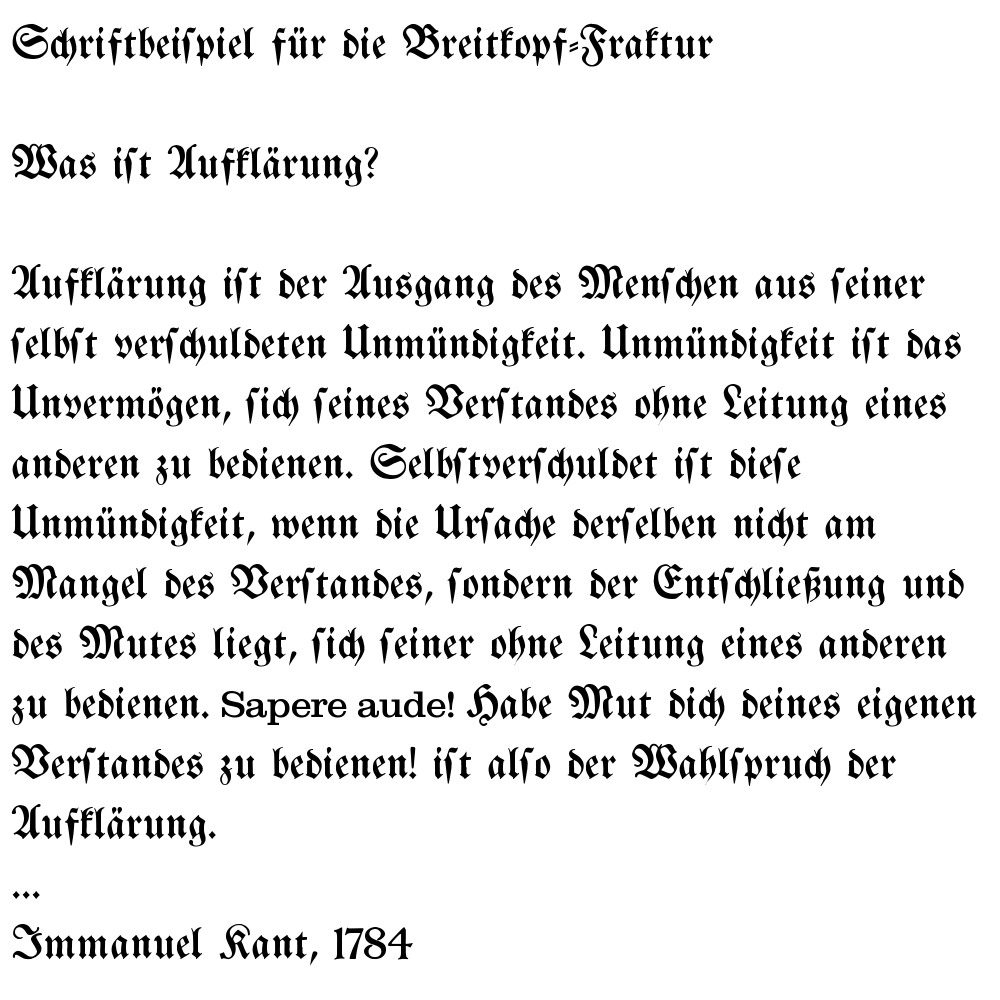
Un texto de Immanuel Kant como ejemplo de fraktur

Una diferencia entre la Fraktur y otros tipos de letra góticos es que en la o minúscula la parte izquierda del arco se quiebra, pero la parte derecha no.
Además de las 26 letras del alfabeto latino, y la ß (ess-zet) y las vocales con diéresis, los tipos de letra Fraktur incluyen la ſ (S larga), en ocasiones como variante de la letra r, y una serie de ligaduras ideadas para ayudar al  tipógrafo y que tienen reglas de uso específicas.
La mayoría de los tipos de letra Fraktur antiguos no realizan distinciones entre las «I» y «J» mayúsculas (la forma sugiere una «J»), aunque las «i» y «j» minúsculas son diferentes.